# بورگن
بورگن (به آلمانی: Burggen) یک شهر در آلمان است که در بایرن واقع شده‌است.

## خصوصیات
بورگن ۲۴٫۹۴ کیلومترمربع مساحت دارد ۷۴۵ متر بالاتر از سطح دریا واقع شده‌است.